# Episodi di Star Trek: Lower Decks (terza stagione)
La terza stagione della serie animata Star Trek: Lower Decks è stata trasmessa su Paramount+ dal 25 agosto al 27 ottobre 2022.
| nº | Titolo originale                    | Titolo italiano                     | Pubblicazione     |
| -- | ----------------------------------- | ----------------------------------- | ----------------- |
| 1  | Grounded                            | Bloccati                            | 25 agosto 2022    |
| 2  | The Least Dangerous Game            | Il gioco meno pericoloso            | 1º settembre 2022 |
| 3  | Mining the Mind's Mines             | Estrarre le miniere della mente     | 8 settembre 2022  |
| 4  | Room for Growth                     | Spazio per crescere                 | 15 settembre 2022 |
| 5  | Reflections                         | Riflessi                            | 22 settembre 2022 |
| 6  | Hear All, Trust Nothing             | Ascolta tutto, non fidarti di nulla | 29 settembre 2022 |
| 7  | A Mathematically Perfect Redemption | Una redenzione matematica           | 6 ottobre 2022    |
| 8  | Crisis Point 2: Paradoxus           | Punto di Crisi II: Paradosso        | 13 ottobre 2022   |
| 9  | Trusted Sources                     | Fonti attendibili                   | 20 ottobre 2022   |
| 10 | The Stars at Night                  | Le stelle di notte                  | 27 ottobre 2022   |

## Bloccati
- Titolo originale: Grounded
- Diretto da: Jason Zurek
- Scritto da: Chris Kula

### Trama
Mentre il capitano Freeman viene sottoposta a un processo, accusata di essere responsabile di un attentato con una bomba sul pianeta Pakled, la Cerritos viene posta sotto sequestro nel molo spaziale e il suo equipaggio messo in licenza. Beckett Mariner, adirata perché la madre è stata imputata e nonostante il padre, l'ammiraglio Alonzo Freeman, le chieda di fidarsi del sistema, per dimostrare che sua madre è innocente, riunisce Boimler, Tendi e Rutherford per aiutarla a dirottare la Phoenix guidata da un ologramma di Zefram Cochrane dal parco divertimenti nel Montana dedicato al primo contatto con i Vulcaniani, con la quale salire a bordo della Cerritos in cerca di prove per riabilitare la madre. Rubata l'astronave e imbattutisi in uno sciame cosmico di "insetti" alieni, vengono fermati dalla sicurezza e salvati all'ultimo da Carol Freeman, appena scagionata da tutte le accuse, rivelando che l'attentato era stato compiuto dagli stessi Pakled per costringere la Flotta Stellare a risarcirli con un pianeta più fertile. Freeman mette Mariner sotto la diretta supervisione di Ransom, con l'incarico di decidere se sarà degna di rimanere nella Flotta Stellare.
- Guest star: James Cromwell (Zefram Cochrane)
- Altri interpreti: Carlos Alazraqui (Les Buenamigo), Phil LaMarr (Alonzo Freeman), Bobby Moynihan (Carlton Dennis/Gavin), Kari Wahlgren (Sylvia Ront)
- In un cameo muto appare anche il tenente comandante Tuvok, capo della sicurezza della nave stellare USS Voyager NCC-74656.

## Il gioco meno pericoloso
- Titolo originale: The Least Dangerous Game
- Diretto da: Michael Mullen
- Scritto da: Garrick Bernard

### Trama
Ransom, Mariner, Rutherford e Billups sono in missione sul pianeta Dulaine per stabilire relazioni diplomatiche ma soprattutto per riparare un ascensore orbitale rotto. Nel tentativo di dimostrare che Mariner disobbedirà ai suoi ordini, Ransom inverte i ruoli: spedisce gli ingegneri a intrattenere relazioni diplomatiche con i Dulaniani mentre lui e Mariner rimarranno sull'ascensore a effettuare le riparazioni. Dopo aver trasgredito le usanze dulainiane, Rutherford e Billups vengono condannati a morte: Mariner si getta col paracadute senza avvisare Ramson che, ignorando che la guardiamarina si sia gettata, si scusa via radio con lei perché in effetti non ha disobbedito a un solo ordine. La ragazza si ferma a metà del volo ed è costretta a risalire a piedi la tromba dell'ascensore orbitale per non farsi beccare dal comandante.
Scoraggiato dal fatto che l'essere sempre cauto gli impedisca di avanzare di grado, ma soprattutto sconvolto dal fatto che il loro ex collega guardiamarina boliano Vendome sia diventato capitano della nave gemella USS Inglewood in soli due anni, Boimler decide che dal quel momento dirà sempre sì alle opportunità che gli si presenteranno. Dopo alcune esperienze positive con ufficiali superiori, accetta senza pensarci di essere la preda di un cacciatore alieno di nome K'Ranch. Boimler fugge, temendo per la sua vita, finché non decide di ribaltare la situazione e dare la caccia a K'Ranch, ma viene da questi facilmente abbattuto: invece di finirlo, K'Ranch gli rivela che la sua gente pratica la caccia sportiva senza uccidere le prede, che rilasciano invece in libertà. Raccomanda quindi Boimler ai suoi ufficiali superiori. Il guardiamarina, entusiasta di aver ricevuto più riconoscimenti in un solo giorno da coraggioso rispetto a prima, decide di rimanere nella sua versione impavida. 
Nel frattempo, Ramson e un'esausta Mariner si gettano col paracadute: il comandante fa sfoggio della sua impeccabile forma fisica con i Dulaniani (razza fissata con l'esercizio fisico) che liberano infine Billups e Rutherford.
- Guest star: J.G. Hertzler (Martok)
- Altri interpreti: Troy Baker (Sherwyns), Nolan North (Lars Lundy; K'Ranch), Paul Scheer (Andy Billups)

## Estrarre le miniere della mente
- Titolo originale: Mining the Mind's Mines
- Diretto da: Fill Marc Sagadraca
- Scritto da: Brian D. Bradley

### Trama
Su Jengus IV, la Cerritos e la Carlsbad devono risolvere un problema fra gli indigeni Scrubble (degli organismi a base di silicato) e gli scienziati federali presenti sul pianeta. Stevens, Mariner, Boimler e Rutherford vengono inviati sulla superficie assieme a tre membri dei ponti inferiori della Carlsbad per smontare l'avamposto federale e soprattutto per bonificare la zona da delle mine psichiche degli Scrubbl: esse mostrano i desideri più profondi delle persone che si avvicinano, trasformandole in pietra se toccano le illusioni. 
Intanto Tendi vive il suo primo giorno di addestramento per ufficiale scientifico senior sotto la guida del dottor Migleemo, che la incarica di attirare l'attenzione del capitano durante i negoziati di pace. Un rappresentante Scrubble regala al capitano Freeman e al capitano Maier della Carlsbad un sasso piramidale. Tendi lo scansiona, notando strane letture, ma non riesce ad attirare l'attenzione di Freeman. Scoraggiata, torna in infermeria, dove la dottoressa T'Ana le fa un discorso di incoraggiamento.
Su Jengus IV, i tre della Cerritos vengono trattati freddamente dalle loro controparti della Carlsbad e temono di essersi guadagnati una pessima reputazione. Il comandante Stevens provoca la rottura di parecchie mine, il che causa la manifestazione degli incubi peggiori dei presenti, che si rifugiano in una grotta vicina. Notando che le mine sembrano estrarre da loro informazioni casuali oltre ai loro desideri e incubi, il gruppo scopre nel profondo della grotta una sala computer collegata alle mine, che in realtà estraggono dalle menti informazioni sulla Flotta e le registrano, e che gli Scrubble e gli scienziati stanno segretamente cospirando per venderle al mercato nero. Mariner e la guardiamarina Kearns della Carlsbad tentano di avvertire Freeman, finché Tendi non distrugge il sasso piramidale, rivelando che contiene una microspia. Il rappresentante degli Scrubble e quello degli scienziati vengono arrestati per spionaggio. 
Kearns e gli altri della Carlsbad rivelano che il loro comportamento era dovuto al timore reverenziale nei confronti dell'equipaggio della Cerritos, che tra le navi di classe California ha la reputazione di essere una nave cool.
- Guest star: Susan Gibney (Leah Brahms)
- Altri interpreti: Lauren Lapkus (Jennifer Sh'reyan; Jennifer lupo mannaro), Ben Rodgers (Steve Stevens; paziente in infermeria), Carl Tart (Cor'Dee; serpente Borg), Paul F. Tompkins (Migleemo; giovane guardiamarina), Baron Vaughn (Maier), Kari Wahlgren (Kearns)

## Spazio per crescere
- Titolo originale: Room for Growth
- Diretto da: Jason Zurek
- Scritto da: John Cochran

### Trama
Boimler, Tendi e Mariner si lamentano degli alloggi angusti e della mancanza di privacy nei ponti inferiori. Dopo aver casualmente sentito tre del turno Delta che cospirano per hackerare la lotteria per ottenere quattro stanze singole sul ponte 1, i tre Beta tentano di farlo per primi cercando di raggiungere la postazione da dove hackerare la lotteria attraverso i condotti di Jefferies e altri passaggi poco conosciuti. I membri dei due turni si ritrovano in un dispositivo della nave che si apre ogni ora, e qui fraternizzano: in realtà era tutta una messinscena dei Delta che intrappolano i Beta. Boimler scopre un passaggio segreto che li conduce per primi al terminale, ma qui scoprono che la stanza premio è solo una sul ponte 4 (e non quattro sul ponte 1). Pensando di fare un dispetto ai Delta, non modificano la lotteria, cosa che verrà fatta poco dopo dai rivali, che condivideranno la stanza con tutti gli appartenenti al turno Delta, cosa che lascia sgomenti i Beta per non averci pensato anche loro.
Nel frattempo, il capitano Freeman premia l'esausto comandante Billups e il suo team di ingegneri (fra i quali c'è Rutherford) per il loro instancabile lavoro portandoli in una spa orbitante, la Dove. Tuttavia, gli ingegneri continuano a lavorare continuamente, anche mentre ricevono massaggi, e ciò fa stressare a livelli di guardia Freeman, al punto che la responsabile edosiana della spa minaccia di riferire alla Flotta lo stato del capitano, che rischierebbbe così il comando. Gli ingegneri, sentendosi in colpa, costruiscono una macchina in grado di destressarla all'istante: Freeman capisce che l'unico modo per liberarsi dallo stress, per loro, è lavorare.
- Altri interpreti: Asif Ali (Asif), Mary Holland (Toz), Charlotte Nicdao (Moxy; Meredith), Artemis Pebdani (Karavitus), Paul Scheer (Andy Billups), Carl Tart (Kayshon)

## Riflessi
- Titolo originale: Reflections
- Diretto da: Michael Mullen
- Scritto da: Mike McMahan

### Trama
Sulla Cerritos, l'impianto cibernetico di Rutherford non funziona correttamente; Tendi gli cancella la cache e lo spedisce a fare un pisolino. Durante il riposo emerge dalla memoria una personalità precedente di Rutherford: un sé stesso ancora cadetto del primo anno, ribelle e scanzonato, i cui ricordi furono salvati in un backup quando ricevette il suo impianto. "Young Rutherford" vorrebbe abbandonare la nave sullo yacht del capitano, ma Shaxs lo ferma e il guardiamarina finisce in coma. Nel subconscio, le due personalità lottano per la supremazia: Young propone a Old una gara con due macchine costruite da loro, com'era solito fare Rutherford quando era studente. Young sceglie la Sampaguita, un «sedile legato a un motore a impulso»; Old opta per un Delta Flyer, la navetta costruita da Tom Paris. Il vincitore otterrà il controllo del proprio corpo. Old Rutherford vince perché ha simulato che a bordo con lui ci fossero i suoi tre amici. Young, rimasto gravemente ferito dall'attacco di un falco romulano (previsto dalla simulazione), prima di "morire" condivide con Old i suoi ricordi rimasti sopiti nell'inconscio: il motore sperimentale a cui stava lavorando il giovane Rutherford esplose, ferendolo gravemente, e alcuni membri oscuri della Flotta gli installarono l'impianto cibernetico per cancellare i ricordi della loro misteriosa attività illegale.
Nel frattempo, Ransom assegna Boimler e Mariner allo stand di reclutamento della Flotta Stellare alla fiera del lavoro di Tulgana IV, avvertendoli di non uscire dal banchetto e minacciando Mariner che se non riempirà il pad di nominativi, la spedirà in una stazione federale remota. I due vengono provocati e derisi dagli altri fieristi, tra i quali un'ex ufficiale della Flotta Stellare, Petra Aberdeen, che si occupa ora di archeologia galattica. Boimler cerca di mantenere Mariner calma, ma dopo che una scienziata gli strappa il grado dal colletto è lui quello che perde le staffe, scagliandosi contro i fieristi che li sfottevano. La sua reazione in difesa della Flotta ispira parecchi giovani a lasciare i loro nominativi a Mariner, che riempie in poco tempo il pad. Successivamente, Ransom punisce Boimler con una notte in cella, ma lo elogia per aver difeso la Flotta Stellare. Mariner riceve una videochiamata da Aberdeen, che si scusa e le offre un'alternativa alla Flotta: la ragazza, dubbiosa, salva il contatto dell'ex ufficiale, non chiudendo all'eventualità.
- Altri interpreti: Carlos Alazraqui, Georgia King (Petra Aberdeen), Phil LaMarr (Alonzo Freeman), Jessica McKenna (Voce del computer della Cerritos; Barnes), Carl Tart (Kayshon), Kari Wahlgren (Sylvia Ront)

## Ascolta tutto, non fidarti di nulla
- Titolo originale: Hear All, Trust Nothing
- Diretto da: Fill Marc Sagadraca
- Scritto da: Grace Parra Janney

### Trama
La Cerritos viene inviata su Deep Space Nine per supervisionare i negoziati commerciali con i Karemma, una specie del quadrante gamma. Vengono accolti dal colonnello Kira Nerys, vecchia compagna del tenente Shaxs nella resistenza bajoriana durante l'occupazione cardassiana di Bajor. La trattativa coi Karemma si rivela difficile, tanto che Freeman propone di smussare gli spigoli andando sulla passeggiata e al bar di Quark, che dagli eventi della guerra del Dominio ha aperto una catena di bar in franchising.
Nel frattempo Mariner viene invitata da Jennifer Sh'reyan, con cui ha iniziato una relazione, a partecipare a una serata con le sue amiche che tengono un salotto letterario nell'alloggio della sottotenente Castro. Mariner, poco entusiasta, cerca di tergiversare, ma viene "costretta" dagli amici, che invece visiteranno la stazione ex cardassiana. Mentre Boimler s'intrattiene al bar di Quark a giocare a dabo, Tendi e Rutherford vengono agganciati da un guardiamarina orioniano della sicurezza di Deep Space Nine, Mesk, che cerca di fraternizzare con Tendi snocciolando una serie di luoghi comuni sulla loro specie. La ragazza, infastidita, risponde a una chiamata di Freeman per trasportare i doni federali nella nave karemma, ma con suo grande disappunto Mesk viene assegnato come loro scorta.
Nel bar sulla passeggiata, i Karemma divengono improvvisamente furiosi nel vedere un replicatore di Quark e lo rapiscono, usando un dispositivo per spegnere tutta l'alimentazione su Deep Space Nine. L'interruzione di energia sigilla Sh'reyan, Mariner e le altre ragazze dentro l'alloggio di Castro, che inizia a perdere rapidamente ossigeno a causa delle candele. Mariner cerca di suggerire gentilmente di spegnerle, ma le amiche di Jenny sono prese dal panico: Mariner le stordisce con il phaser per ridurre il loro consumo di ossigeno, poi "phasera" Jenny e sé stessa.
Sulla nave karemma, Tendi scoppia con Mesk e gli dice che si vergogna di tutto ciò che afferma sugli Orioniani, venendo tacciata di essere una traditrice dal guardiamarina. Improvvisamente vedono i Karemma che trascinano Quark e subito dopo rimangono sigillati nella stiva. Sarebbe l'occasione per Mesk di attuare tutto ciò che si era autoattribuito sull'essere un pirata oroniano, ma ammette di aver letto tutto quello che aveva raccontato su dei libri, essendo stato adottato da una coppia terrestre. Inaspettatamente, Tendi si impossessa dell'"attrezzo da lavoro" da pirata orioniano di Mesk (una sorta di coltellino svizzero), scardina la porta della stiva, stordisce le guardie karemma con abili mosse di arti marziali e prende possesso della nave a tempo di record: la ragazza sa essere una vera piratessa, essendo figlia di pirati. I Kareema vengono arrestati dalla sicurezza di Deep Space Nine; mentre sono in cella, rivelano che il replicatore di Quark era costruito con tecnologia loro rubata e che Quark era stato arrestato, non rapito. Freeman conclude un patteggiamento con cui i Karemma riceveranno il 76% dei profitti del franchising del contrariato Quark.
- Guest star: Armin Shimerman (Quark), Nana Visitor (Kira Nerys)
- Altri interpreti: Carlos Alazraqui (Les Buenamigo), Merrin Dungey (Wendy), Lauren Lapkus (Jennifer Sh'reyan), Jessica McKenna (Barnes; ragazza dabo), Gil Ozeri (direttore di sala Ferengi), Adam Pally (Mesk), Gabrielle Ruiz (Castro), Tien Tran (Anya)

## Una redenzione matematica
- Titolo originale: A Mathematically Perfect Redemption
- Diretto da: Jason Zurek
- Scritto da: Ann Kim

### Trama
Dopo essersi teletrasportata fuori dalla Cerritos mentre era sotto attacco, la Exocomp Burro di Arachidi si ritrova abbandonata nello spazio. Dopo essere sfuggita agli spazzini drookmani con una navetta da lei costruita con i rottami della battaglia avvenuta fra la Titan e i Pakled, atterra su un pianeta abitato da una specie aviaria di livello pre-industriale, gli Areore, che sono stupiti dalle sue capacità tecnologiche, che l'Exocomp usa per curarli; inoltre si innamora, ricambiata, di Rawda, figlio del capo Kaltorus, che le rivela che millenni prima i loro antenati avevano raggiunto la tecnologia di curvatura ma, disgustati dalla guerra, erano tornati volontariamente a una vita pre-industriale, nascondendo tutte le loro navi e i dispositivi bellici. L'anno successivo Rawda e Burro di Arachidi convolano a nozze; lo stesso giorno del matrimonio arriva improvvisamente una nave drookmana che pretende le astronavi areore nascoste. Burro di Arachidi invia un segnale di soccorso alla Cerritos, che giunge in loco: ma prima ancora che la nave federale intervenga, la Exocomp distrugge la nave dei Drookmani. L'equipaggio della Cerritos e gli Areore sono ammirati dal coraggio della Exocomp, che si è completamente riabilitata dalla sua codardia contro i Pakled. I Drookmani però si sono teletrasportati su una antica nave areore e attaccano la Cerritos con armi micidiali: rivelano che è stata proprio Burro di Arachidi a fornire loro le info sulla spazzatura tecnologia areore, che ritenevano non funzionante. Il robot rivela che non è cambiata affatto, ma che voleva solo indurre la Cerritos a salvarla e reintegrarla dopo un'azione eroica. L'intervento di Rawda con un altro vascello areore neutralizza i Drookmani. Burro di Arachidi viene rinchiusa nella sezione "computer autocoscienti megalomani" all'Istituto Daystrom, dove conosce AGIMUS.
- Guest star: Jeffrey Combs (AGIMUS), J.G. Hertzler (capitano drookmani)
- Altri interpreti: Kether Donohue (Burro di Arachidi), Paul Scheer (Andy Billups), Harry Shum, Jr. (Rawda), James Sie (Kaltorus), Lauren Tom (femmina areore)

## Punto di Crisi II: Paradosso
- Titolo originale: Crisis Point 2: Paradoxus
- Diretto da: Michael Mullen
- Scritto da: Ben Rodgers

### Trama
Boimler programma un sequel del film sul ponte ologrammi di Mariner, intitolandolo "Punto di crisi II: Paradosso", dove lui è il capitano Dagger della USS Wayfarer, nave di classe Sovereign, Mariner il suo primo ufficiale Doodle, Rutherford e Tendi rispettivamente l'ingegnere capo Toussant e l'ufficiale scientifico Vesper. I Romulani delle gemelle triple Melponar hanno assalito la Cerritos e rubato un cristallo in grado di consentire i viaggi temporali (il "cronogami") con l'intenzione di usarlo per cancellare la Federazione. Boimler riceve una brutta notizia e perde il suo entusiasmo, lasciando a Tendi/Vesper il comando dell'entusiasmante missione principale del film, fissandosi su una ricerca secondaria che promette il segreto della vita attraverso un essere divino chiamato Ki-Ty-Ha. Inizialmente Mariner lo asseconda ma poi, seccata, abbandona il ponte ologrammi. Recatasi dal comandante Ramson, viene a sapere che il clone di Boimler, William, è morto nel sonno a causa di una fuga di gas. Ritorna così alla simulazione e aiuta Boimler nella sua ricerca, ricordando come la volta precedente, nei panni di Vindicta, la simulazione l'avesse aiutata a migliorare il suo rapporto con la madre capitano. Basandosi su una mappa tatuata sul corpo di un santone, Boimler/Dagger alla fine trova l'essere divino che può rivelare il segreto della vita: chiedendogli perché William sia morto insensatamente, l'essere ripete a pappagallo una serie di citazioni senza senso. Entrando nella struttura della divinità, scopre che in realtà si tratta di un vecchio aeroplano terrestre. Frustrato e avvilito, sviene e si sveglia in una fattoria, dove incontra Hikaru Sulu: l'ex timoniere e capitano gli dice che la causalità della morte è solo il riflesso delle gioie della vita e che cercando di dare un senso a una morte non troverà mai la gioia. Soddisfatto, Boimler si risveglia in infermeria, rendendosi conto che la fattoria era un sogno mentre in realtà era svenuto per la disidratazione. 
Nel frattempo, Tendi/Vesper e Rutherford/Toussant continuano a inseguire i Romulani in varie epoche. L'Orioniana ha infine un'idea geniale: tornare sulla Cerritos qualche istante prima che i Romulani rubino il cronogami e sostituirlo con una bomba. La missione ha successo e Tendi capisce che la sua vera aspirazione è diventare capitano. 
In un sistema sconosciuto, a bordo di una nave di classe Defiant, William Boimler viene rianimato: la sua morte era una finzione per arruolarlo nella Sezione 31.
- Guest star: George Takei (Hikaru Sulu)
- Altri interpreti: Mary Holland (Helena Gibson), Seth Morris (Illustor), Leonardo Nam (punk australiano), Ben Rodgers (Steve Stevens; Knicknac), Carl Tart (Kayshon), Alice Wetterlund (gemelle Melponar)
- Come nel precedente Punto critico, anche in quest'episodio sono celati numerosi riferimenti ironici a serie TV e lungometraggi del franchise. Ad esempio, fra i tanti: grafica e musica dei titoli di testa di "Punto di crisi II" richiamano quelle di L'ira di Khan; Mariner accenna alla Kelvin timeline definendola «una timeline alternativa alla nostra ma con persone diverse nei panni di giovani noi»; il salvataggio del polpo antenato dell'ambasciatore Koro nel 1982 è la caricatura di Rotta verso la Terra; le gemelle triple Melponar ricordano le sorelle klingon Duras, comparse in alcuni episodi di The Next Generation e Deep Space Nine e nel film Generazioni; da quest'ultimo film è tratta la fattoria sognata da Boimler; la bomba romulana è identica al generatore di radiazioni talaroniche remano visto in Nemesis; la ricerca per trovare il significato della vita e l'entità divina Ki-Ty-Ha è analoga a quella di Sybok per trovare Sha Ka Ree e l'entità divina che vi abitava in L'ultima frontiera; la rivelazione della vera identità di Ki-Ty-Ha, avvenuta scrostando dalla polvere una targhetta, che rivela il nome del primo aeroplano della storia, il Kitty Hawk, è chiaramente una caricatura dell'identica rivelazione del V'Ger / Voyager vista nel film Star Trek (1979); il "cronogami" è una palese citazione ironica delle vicende narrate in Star Trek: Discovery.

## Fonti attendibili
- Titolo originale: Trusted Sources
- Diretto da: Fill Marc Sagadraca
- Scritto da: Ben M. Waller

### Trama
La proposta di Carol Freeman di incaricare le navi di classe California alla rivisitazione planetaria con il suo progetto "Ripassa di qui" viene approvata. Il viceammiraglio Buenamigo la incarica di visitare Ornara, un pianeta la cui popolazione fu costretta a rinunciare a una sostanza che crea dipendenza, il felicium, a causa delle azioni di Jean-Luc Picard diciassette anni prima. Saranno accompagnati dalla giornalista della FNN Victoria Nuzé; per non sfigurare di fronte ai media, Freeman restringe la disciplina e limita l'accesso di Nuzé ai ponti bassi, sperando di mettere in ottima luce la Cerritos. Trovando gli Ornariani fiorenti e disinteressati alle interazioni con la Federazione, Freeman e Buenamigo decidono che visiteranno il vicino pianeta Brekka, la cui unica industria era stata la produzione di felicium da vendere agli Ornariani. Intanto Mariner, seccata per il comportamento del capitano, che ha proibito a lei e al resto del turno Beta di avere contatti con la giornalista, disobbedisce e viene intervistata da Nuzé. Quest'ultima, infine, affronta Freeman sui molti dettagli imbarazzanti delle missioni passate. Irritata, Carol incolpa la figlia di aver messo in cattiva luce la Cerritos e la trasferisce immediatamente alla remota Base Stellare 80. Beckett respinge ogni accusa, dicendo di aver soltanto detto la verità, venendo disprezzata dal resto dell'equipaggio. Col cuore spezzato, la ragazza abbandona la Cerritos. Successivamente scoprono che Brekka è disabitato e occupato dai bellicosi Breen; vengono salvati per un pelo dalla USS Aledo, una nave della Flotta Stellare completamente automatizzata della nuova classe Texas. A peggiorare le cose, l'inchiesta di Nuzé rivela che i dettagli imbarazzanti sono stati raccolti da dichiarazioni imprudenti di tutti i membri dell'equipaggio intervistati, mentre Mariner aveva usato solo parole entusiastiche per la Cerritos, elogiando il capitano. Freeman viene inchiodata dalla giornalista, che l'accusa di essere dispotica e di aver cacciato una ufficiale soltanto per aver osato parlare con lei. Carol cerca disperatamente di contattare Mariner alla Base Stellare 80, ma scopre che la figlia nel frattempo si è dimessa dalla Flotta Stellare, accettando l'offerta di Petra Aberdeen di affiancarla nella caccia di reperti archeologici.
- Altri interpreti: Carlos Alazraqui (Les Buenamigo), Alison Becker (Victoria Nuzé), Sean Clements (B'Nir), Kevin Dorff (Ufficiale della Base Stellare 80), Georgia King (Petra Aberdeen), Phil LaMarr (Ufficiale dell'angar navette della Cerritos), Lauren Lapkus (Jennifer Sh'reyan), Jessica McKenna (Barnes), Carl Tart (Kayshon), Paul F. Tompkins (Guardia della sicurezza della Cerritos; Migleemo)

## Le stelle di notte
- Titolo originale: The Stars at Night
- Diretto da: Jason Zurek
- Scritto da: Mike McMahan

### Trama
Dopo l'imbarazzante inchiesta di Victoria Nuzé, la Flotta Stellare decide di seguire la proposta del viceammiraglio Buenamigo di smantellare tutte le navi di classe California e sostituirle nei compiti di "secondo contatto" con le sue navi automatizzate di classe Texas, proponendo la promozione di Freeman a capitano di flotta per assumere il controllo della flottiglia di navi Texas. Freeman non ci sta e sfida la Aledo a una gara per svolgere dei secondi contatti. Rutherford intanto spulcia il codice di programmazione delle nuove navi, essendogli, per qualche motivo ignoto, familiare. Nel frattempo Mariner è entusiasta della sua nuova vita di cacciatrice di reperti archeologici con Petra Aberdeen: tutti i reperti che riescono a sottrarre a ladri e contrabbandieri vengono da loro donati a musei e istituzioni ufficiali. L'ex guardiamarina però inizia a farsi qualche domanda: chi finanzia Aberdeen? Come può permettersi nave, carburante, cibo, etc? Petra le svela infine la verità: il suo benefattore è Jean-Luc Picard.
Durante la gara, la Cerritos tiene a malapena il passo della nave Texas e perde quando l'equipaggio deve sospendere il lavoro per cercare di capire se ci sia vita su un pianeta desolato (sono obbligati a farlo per non violare la Prima direttiva). La Aledo, però, non si è fermata a cercare la vita, e per questo Freeman dimostra che le navi Texas sono inadeguate a gestire il secondo contatto, e informa Buenamigo di aver riferito ciò alla Flotta. Intanto Rutherford riconosce l'intelligenza artificiale della classe Texas: il codice è lo stesso che aveva usato per programmare Connie, poi rivelatosi psicopatico, e si è reso conto che l'oscuro funzionario della Flotta Stellare che aveva cancellato la sua memoria era l'allora tenente comandante Buenamigo, che rivela di aver incaricato la Cerritos della missione su Deep Space Nine sperando che fallissero, in modo tale da avere la scusa per far dismettere la classe California in favore della classe Texas. L'ammiraglio, accecato dall'ambizione, si appresta a dare ordine alla IA della Aledo di attaccare la Cerritos, ma Rutherford lo avverte di non dare alla nave completa automazione poiché il codice è instabile. Buenamigo lo ignora e attiva la nave, che si ribella immediatamente e uccide l'ammiraglio, aprendo il fuoco sulla stazione Douglas. La Aledo attiva le altre due navi Texas, la Dallas e la Corpus Christi: le tre navi-drone iniziano a bombardare la stazione e le due navi lì presenti, la Van Citters e la Cerritos. Freeman invia un segnale di soccorso ed entra in curvatura seguita dalle tre Texas: su suggerimento di Shaxs espellono il nucleo che annichila e distrugge due navi-drone, ma la Aledo sopravvive e danneggia pesantemente la Cerritos. Mariner e Aberdeen ricevono l'SOS di Freeman: mentre Petra rifiuta di intervenire, considerandolo un suicidio, Beckett la convince facendo leva sul fatto di essere due ex ufficiali della Flotta. Arrivano sul posto assieme alla Oakland e a tutti i vascelli della classe Cali, che Mariner aveva astutamente convocato, che aprono il fuoco e distruggono la Aledo.
Più tardi gli equipaggi delle navi California festeggiano e Carol si scusa con Beckett, che la perdona e viene reintegrata nella Flotta. A Tendi viene dato l'incarico di fare da tutor alla nuova guardiamarina della Flotta T'lyn. 
Epilogo. Nel sistema Kalla, teatro della battaglia contro i Pakled, l'impianto originale di Rutherford viene trainato da un raggio traente assieme ad altri rottami: nel minischermo oculare compare, con un ghigno malefico, Commy.
- Altri interpreti: Carlos Alazraqui (Les Buenamigo; Aledo Computer), Georgia King (Petra Aberdeen), Phil LaMarr (Alonzo Freeman), Jessica McKenna (Barnes), Toks Olagundoye (Amina Ramsey), Sam Richardson (Vendome), Al Rodrigo (Durango), Gabrielle Ruiz (T'Lyn), Paul Scheer (Andy Billups), Carl Tart (Kayshon), Paul F. Tompkins (Migleemo), Baron Vaughn (Maier), Michelle Wong (Wong)